# عصوية ذهبية موجبة الإندول
عصوية ذهبية موجبة الإندول (الاسم العلمي: Chryseobacterium indoltheticum) هي نوع من البكتيريا، سلبية الغرام، تتبع جنس عصوية ذهبية.